# Leshansaurus
Leshansaurus qianweiensis
Genre
Espèce
Leshansaurus est un genre éteint de dinosaures théropodes du Jurassique moyen retrouvé en Chine.
L'espèce type et seule espèce, Leshansaurus qianweiensis, a été décrite par le paléontologue chinois Li Fei en 2009. 

## Étymologie
Le nom générique fait référence à la ville proche de Leshan, au Sichuan.
Le nom spécifique est dérivé du nom du xian de Qianwei, région où ont été découverts les restes fossiles.

## Datation
L'holotype et une partie du spécimen juvénile, ont été retrouvés dans une strate datée du Bathonien au Callovien de la sous-formation inférieure de Shaximiao, elle-même située au sommet de la formation de Dashanpu. Ils datent donc d'il y a environ entre 168,2 ± 1,2 et 161,5 ± 1,0 Ma (millions d'années).

## Description
Leshansaurus était un théropode de taille moyenne avec une longueur de 6 à 7 mètres et une hauteur au niveau des hanches d'environ d'environ 1,5 mètre.
Ce carnivore avait un crâne allongé, plus large vers l'avant. Son fémur a une longueur de 62 centimètres et le tibia de  52 centimètres. Il possède une crête centrale osseuse tranchante caractéristique, située sur l'os supraoccipital (l'os au-dessus de l'occipital).

## Classification
Leshansaurus a tout d'abord été classé dans la famille des Sinraptoridae lors de sa description en 2009. Une analyse cladistique, qui manquait lors de cette première analyse, a été réalisée en 2012 par Matthew Carrano. Elle place Leshansaurus dans la famille des mégalosauridés et dans la sous-famille des afrovenatorinés, comme groupe-frère du genre Piveteausaurus du Callovien supérieur de France.